# Себекхотеп II
Сехемра Хутаві Себекхотеп (Себекхотеп II) — давньоєгипетський фараон з XIII династії.

## Життєпис
Існують припущення, що Себекхотеп II був сином Аменемхета IV, останнього фараона XII династії.
Залишив по собі низку пам'ятників, серед яких: статуї, кілька написів біля нубійських берегів Нілу, а також сліди будівельних робіт у Луксорі. При цьому в одному з нубійських написів згадується, що її було зроблено у четвертий рік правління Себкхотепа II.